# SDSS J0946+1006

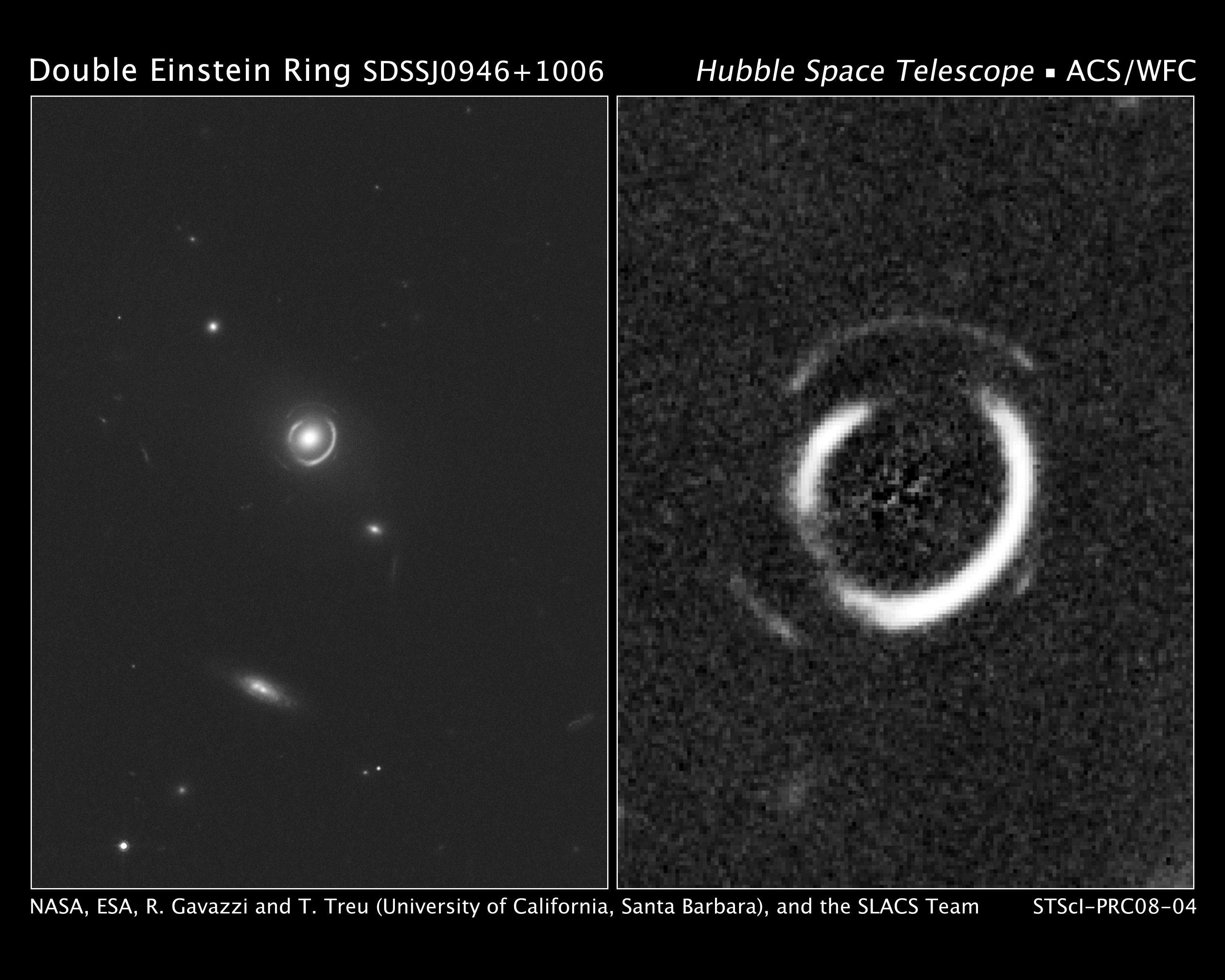
Гравітаційна лінза SDSSJ0946+1006

SDSS J0946+1006 — унікальна система гравітаційних лінз, яка складається з трьох галактик на відстані відповідно 3, 6 і 11 мільярдів світлових років. З причини того, що всі вони перебувають практично на прямій лінії із Землею, утворюється зображення з подвійними кільцями Ейнштейна. Про відкриття повідомили дослідники англ. Raphael Gavazzi і англ. Tommaso Treu з Каліфорнійського університету в Санта-Барбарі у доповіді на 211-му з'їзді Американського астрономічного товариства. Спостереження системи здійснювалися за допомогою телескопу Габбл.
Найближча галактика (головна лінза) має червоний зсув z = 0,222, внутрішнє кільце — z = 0,609 з Ейнштейнівським радіусом RE = 1,43 ± 0,01" і видимою зоряною величиною m = 19,784 ± 0,006, зовнішнє кільце має зсув z ≲ 6,9 з RE = 2,07 ± 0,02" і видимою зоряною величиною m = 23,68 ± 0,09. Галактика-лінза відома також як SDSSJ0946+1006 L1, наступна за нею на лінії зору — SDSSJ0946+1006 S1 і найвіддаленіша — SDSSJ0946+1006 S2.

## Інтернет-ресурси
- Відкритий рідкісний випадок графітаційного лінзування — подвійне кільце Ейнштейна [Архівовано 17 січня 2008 у Wayback Machine.]
- Hubble Finds Double Einstein Ring [Архівовано 27 листопада 2016 у Wayback Machine.]